# Lech Konopka

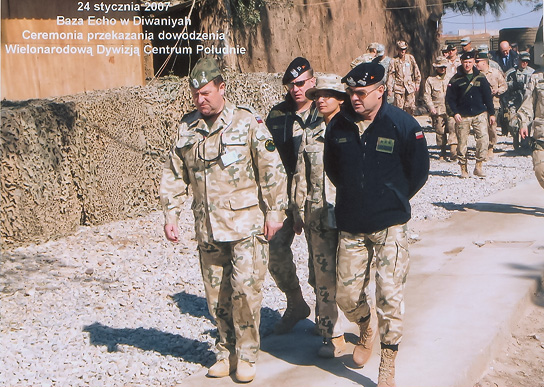
Przekazanie dowodzenia Wielonarodową Dywizją Centrum Południe, Baza Echo w Diwaniyah, 24.01.2007

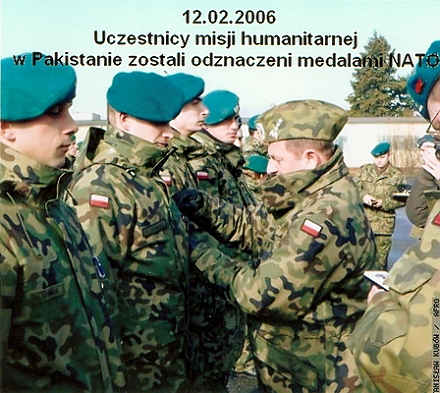
Wręczenie odznaczeń NATO uczestnikom misji humanitarnej po trzęsieniu ziemi w Pakistanie, 12.02.2006

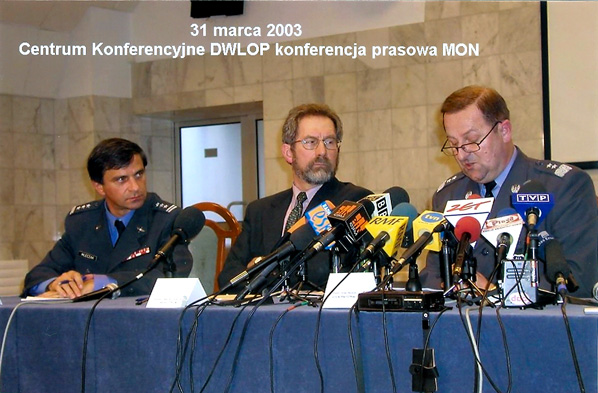
Konferencja prasowa MON, Centrum Konferencyjne DWLOP, 31.03.2003

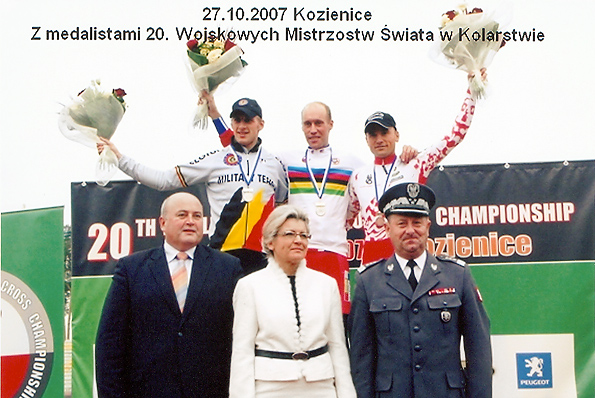
20. Wojskowe Mistrzostwa Świata w Kolarstwie, Kozienice 27.10.2007

Lech Mirosław Konopka (ur. 17 lipca 1948 we Wrocławiu) – generał broni w stanie spoczynku, d. żołnierz SZ PRL i SZ RP, doktor nauk humanistycznych, Zastępca Szefa Sztabu Generalnego Wojska Polskiego (2000–2007) oraz Szef Sztabu Wojsk Lotniczych i Obrony Powietrznej (1999–2000). Dyrektor Departamentu Zwierzchnictwa nad Siłami Zbrojnymi w Biurze Bezpieczeństwa Narodowego (2010–2015).

## Wykształcenie
W 1967 po maturze w Technikum Energetycznym w Legnicy zdał egzaminy do Wyższej Szkoły Oficerskiej Wojsk Łączności w Zegrzu. Naukę zakończył w 1971 z 7. lokatą. Na stopień podporucznika był promowany przez szefa Sztabu Generalnego WP gen. dyw. Bolesława Chochę. W 1976 podjął naukę w Akademii Sztabu Generalnego w Rembertowie. Studia ukończył z wyróżnieniem.
W latach 1992–1993 odbył Podyplomowe Studia Operacyjno – Strategiczne w Akademii Obrony Narodowej. W 2005 podjął studia doktoranckie na Uniwersytecie im. Adama Mickiewicza w Poznaniu, które ukończył w 2007 uzyskując stopień doktora nauk humanistycznych w zakresie historii.

## Służba wojskowa
Służbę w Siłach Zbrojnych rozpoczął w 1971 w 6 Pułku Łączności w Śremie, pełniąc tam funkcję dowódcy plutonu radiolinii (1971-1973), dowódcy kompanii radiolinii (1973–1974) oraz dowódcy samodzielnej kompanii szkolnej (1974–1976).
W 1979, po studiach w Akademii Sztabu Generalnego, został skierowany do 1 Centrum Dowodzenia Bojowego w Świdwinie gdzie pełnił funkcje starszego oficera (1979-1981), a następnie szefa w zespole planowania i współdziałania (1981–1982).
W 1982 został przeniesiony na stanowisko szefa sztabu - zastępcy dowódcy 8 Pułku Myśliwsko–Szturmowego w Mirosławcu. W latach 1984–1986 pracował jako starszy specjalista w Oddziale Szkolenia Operacyjno-Taktycznego  Dowództwa Wojsk Lotniczych w Poznaniu. W 1986 w ramach praktyki pełnił obowiązki szefa sztabu 4 Dywizji Lotnictwa Myśliwskiego w Malborku. Do służby w Dowództwie Wojsk Lotniczych powrócił w 1987, a w 1989 zostając tam szefem Oddziału Szkolenia Operacyjnego.
Od 1990 do 1997 służył w 4 Korpusie Lotniczym w Poznaniu na stanowiskach: szefa wydziału operacyjnego w Oddziale Operacyjnym (1990–1992), szefa Oddziału Operacyjnego – zastępcy szefa sztabu (1993–1996) oraz szefa sztabu – zastępcy dowódcy Korpusu (1996–1997).
W 1997 został wyznaczony na stanowisko zastępcy Szefa Sztabu Wojsk Lotniczych i Obrony Powietrznej do spraw operacyjnych, a od 1999 sprawował tam funkcję szefa sztabu. Od listopada 2000 do maja 2007 zajmował stanowisko Zastępcy  Szefa Sztabu Generalnego Wojska Polskiego. Od maja do grudnia 2007 pełnił funkcję radcy ministra obrony narodowej Aleksandra Szczygło. W 2008 decyzją ministra obrony narodowej Bogdana Klicha przeniesiony w stan spoczynku.
Od 2010 do 2015 pełnił funkcję dyrektora Departamentu Zwierzchnictwa nad Siłami Zbrojnymi w Biurze Bezpieczeństwa Narodowego.

## Awanse
- podporucznik - 1971
- porucznik - 1974
- kapitan  - 1978
- major - 1982
- podpułkownik - 1985
- pułkownik - 1989
- generał brygady - 15 sierpnia 2000
- generał dywizji - 15 sierpnia 2001[1]
- generał broni - 15 sierpnia 2004[2]

## Ordery i odznaczenia
- Krzyż Oficerski Orderu Odrodzenia Polski - 2000
- Krzyż Kawalerski Orderu Odrodzenia Polski - 1990
- Złoty Krzyż Zasługi - 1983
- Brązowy Krzyż Zasługi - 1976

## Publikacje
- Strategia bezpieczeństwa państwa: różnice i podobieństwa – Polska i Stany Zjednoczone, Myśl Wojskowa nr 3, 2006
- Plan działania Sił Zbrojnych RP po ratyfikacji konwencji ottawskiej, Warszawa, SG WP, 2006
- Siły antykryzysowego reagowania: lokalne, regionalne czy globalne?, Myśl Wojskowa nr 5, 2005
- Walka sieciocentryczna sposobem działania sił zbrojnych w przyszłości, Myśl Wojskowa nr 2, 2004
- Polskie lotnictwo wojskowe 1990-2003, Warszawa Poznań, Bellona, 2003
- Operacja Iraq Freedom – próba podsumowania, Myśl Wojskowa dod. spec., 2003
- Problemy rozwoju wojsk lotniczych i obrony powietrznej, Przegląd Wojsk Lotniczych i Obrony Powietrznej nr 4, 2002
- Połączona doktryna sojuszu, Warszawa, MON BWSN, 2002
- Współdziałanie lotnictwa WLOP z siłami Marynarki Wojennej, PWLiOP nr 8, 2001
- Lotnictwo wojskowe III Rzeczypospolitej, Poznań, 2000
- Na trudnej drodze do integracji: wojskowa służba ruchu lotniczego u progu XXI wieku, PWLiOP nr 12, 2000
- Planowanie operacji wojsk lotniczych i obrony powietrznej, PWLiOP nr 11, 2000
- Zdań kilka o „Otwartych Przestworzach” PWLiOP nr 5, 2000
- Co dalej?: Kierunki rozwoju Sił Powietrznych Sojuszu Północnoatlantyckiego, PWLiOP nr 8, 1999
- Wybrane problemy wojen przyszłości w przeszłości, PWLiOP nr 3, 1998
- Unikanie zaskoczenia przez dążenie do zaskoczenia, PWLiOP nr 7/8, 1996

## Życie prywatne
Żona – Grażyna. Dzieci – Natalia i Gerard. Interesuje się sportem oraz historią sztuki wojennej. Prezes WKS Grunwald i Wojskowej Federacji Sportu.